# Црква Исуса Христа светаца последњих дана
Црква Исуса Христа светаца последњих дана, познатија под другим именом Мормонска црква (енгл. The Church of Jesus Christ of Latter-day Saints), је највећа деноминација у покрету светаца последњих дана коју је 6. априла 1830. године основао Џозеф Смит.
Седиште Цркве је у Солт Лејк Ситију, у америчкој савезној држави Јута.

## Назив мормон
Назив „мормон“ долази од Мормонове књиге. Чланови Цркве Исуса Христа светаца последњих дана верују да је Мормонова књига историјски запис Божјег деловања међу трима цивилизацијама на Америчком континенту од 600. п. н. е. до 420. године и да су јe написали пророци и следбеници Исуса Христа. Књига садржава учења Исуса Христа народу у Америкама и извештај о његову службеништву међу Нефијским народом након свог ускрснућа. Чланови цркве верују да је Мормонова књига још једно сведочанство о Исусу Христу која је упоредива с Библијом за коју такође верују да је „реч Божја у оној мери у којој је исправно преведена." Књига је добила име по Мормону, пророку - историчару који је сажео запис у 4. веку на златне плоче.

### Замењивање с другим верским заједницама
Упркос погрешним предрасудама о групама са сличним надимцима и стереотипима, чланови Цркве Исуса Христа светаца последњих дана нису ни на који начин повезани са квекерима (чланови Друштва пријатеља), менонитима, амишима или Јеховиним сведоцима као и другим верским заједницама које се идентификују као Мормони.
Црква Исуса Христа светаца последњих дана настала је самостално и није настала из реформација хришћанства.

## Главна веровања
- Исус Христ је спасилац и откупитељ света.
- Бог је обновио своју праву цркву и свештеничку овлашћење кроз пророка Џозефа Смита.
- Данас, Црква Исуса Христа светаца последњих дана има живућег Пророка, који заједно са још двојицом саветника председава црквом. Поред њих ту су још и дванаест апостола чине збор дванаесторице апостола.
- Мормонова Књига по својем ауторитету је, уз Библију, још једно сведочанство о Исусу Христу.
- Библија је реч Божја.
- Цело ће човечанство васкрснути.
- Човека ће се судити по његовим делима и жељама.
- Откупљење од личног греха може се постићи једино покорношћу вери у Исуса Христа, покајању, крштењу и примању дара Духа Светога.
- Црква Исуса Христа светаца последњих дана је Божје краљевство на земљи. Крштење је неопходно за повратак у Божју присутност. Зато се обавља крштење за умрле као што је споменуо Павле у Библији.
- Брачна веза се наставља и у следећем животу.Чланови цркве се венчавају у Храму за сада и целу вечност. (Полигамија је укинута 1890. године).
- Пре Исусовог повратка на земљу, где ће владати 1000 година, сви ће се праведни људи окупити, а Јевреји вратити у Јерусалим.
- На крају 1000 година доћи ће до другог ускрснућа и свима ће се судити. Они послушни највише награде, највећег ступња славе, живеће у небеском краљевству с Богом и Исусом Христом, а непослушни ће исто примити мањи део славе. Трећина Божје деце која се побунила пре стварања света и мањи број људских бића кривих за најгоре грехе, провешће вечност у паклу.

Чланови Цркве Исуса Христа светаца последњих дана  сматрају себе једином легитимном хришћанском црквом, крштавајући чак и мртве (нпр. Александра Македонског, Наполеона и друге), настојећи да своја религијска убеђења што јаче вежу за званичну историју. Истовремено одступају од традиционалних веровања уобичајених за католике и православце, па тако не славе Бога као Тројство Оца, Сина и Светога Духа, већ као три бога која имају одвојену и савршено људску природу.

## Мормонова књига
Мормонова књига износи много тога о историје Америке. По тој књизи, Израелац Лехи и његова породица, заједно с пријатељима, побегли су из Јерусалима 586. п. н. е., саградили лађу и кренули пловећи на исток. Помоћу компаса искрцали су се у Америци и од Лехијеве породице настала су два народа Нефијци и Ламанци који су праоци данашњих америчких Индијанаца. Кроз 1000 година забележили су своју историју на плочама на древном језику. Пре него су нестали године 421, последњи преживели Нефијац Морони је закопао Златне плоче у брду. Након свог ускрснућа, Исус је посетио Америку и успоставио своју цркву. Исус ће се вратити на земљу и установити своје краљевство на америчком континенту.
Чланови Цркве Исуса Христа светаца последњих дана живе врло строго, према високим моралним правилима.
- живе закон десетине, тј. Цркви дају десетину од својих прихода.
- Посте једном месечно, одричу се од сваке врсте хране и пиће. Месо једу умерено.
- Не пуше, нити пију алкохолна пића, кафу ни чај.
- Породице недељом одржавају „породичну кућну вечеру“, кад певају, моле се, играју разне игре и разговарају о односима у породице.
- Подупиру „програме за младе и рекреацију“.
- Осуђују абортус, али га чланица цркве може извести без страха од реакције и последица, ако је реч о инцесту или је почињено силовање.
- Хомосексуалност − Ако чланови осећају истополну привлачност и теже да живе закон чедности, лидери их подржавају и охрабрују у њиховој одлуци. Они су вољени синови и кћери Бога, могу примати црквене позиве, имати препоруке храма и примати храмске уредбе, ако су достојни. Мушки чланови могу примити и вршити свештенство.
- Проповедају суздржавање од мастурбације, гледања порнографије или мењања партнера у полном чину.
- Пропагирају забрану предбрачног секса, те касније у браку верност.

Мисионарска активност је важна за чланове Цркве Исуса Христа светаца последњих дана.Многи млади чланови проводе две године као неплаћени мисионари, проводећи многе сате обилазећи породице у граду у који су дошли.
Најпознатији чланови су међу осталима Бригам Јанг, Крешимир Ћосић, Гледис Најт, Стив Јанг, седам чланова певачке групе The Osmonds, а у новије време и Мит Ромни и Карл Малон.

## Чланство
Њихов статистички уред процењује да их је 2007. године било 13 милиона.
Мормони су верска и културна група повезана са мормонизмом, верским покретом који је настао након визије Џозефа Смита у држави Њујорк 1820. После Смитове смрти 1844, мормони су следили Бригама Јанга на путовање у област која ће касније постати територија Јута. Велика већина мормона су данас чланови Цркве Исуса Христа светаца последњих дана, а мањи део су чланови независних цркава. Многи мормони су такође или независни или не практикују религију. Центар мормонског културног утицаја је у Јути, а у Северној Америци има више мормона од било ког другог континента, иако већина мормона живи ван САД.
Мормони су развили јак осећај заједништва који произилази из њихове доктрине и историје. Током друге половине 19. века многи мормони су практиковали „вишечлани брак“, облик верске полигамије. Мормони посвећују много времена и средстава да служе својој цркви, а млади мормони често служе пуно радно време у прозелитским мисијама. Мормони имају здравствени код који саветује избегавање алкохолних пића, дувана, кафе, чаја и других супстанци које изазивају зависност. Они такође теже да буду врло привржени својим породицама, и одржавају јаке везе међу генерацијама и широм породицом. Мормони имају строг закон чедности, захтевајући уздржавање од сексуалних односа ван брака и строгу верност у браку.
Мормони се изјашњавају као хришћани, иако се нека од њихових уверења разликују од традиционалног хришћанства. Мормони верују у Библију, као и друге свете текстове, као што је Мормонова књига. Они имају јединствен поглед на космологију, и верују да су сви људи духови-деца Божја. Мормони верују да враћање Богу захтева слеђење примера Исуса Христа, и прихватају његове очишћење кроз посебне обреде, као што је крштење. Они верују да је овлашћење за обављање тих обреда обновио Џозеф Смит, и да њихову цркву воде живи пророци и апостоли. Срж мормонске вере је веровање да Бог говори својој деци и одговоре на њихове молитве.

## Историја
Мормонску цркву је основао Џозеф Смит, који је како сам наводи, још од своје младости био често посећиван од стране анђела Моронија који су му саопштавали да поред Јеванђеља постоји и известан „додатак“ писан на златним плочама. По његовом тврђењу он је пронашао те записе и они су, у виду новог откровења изашли из штампе 1830. године.
Убрзо после објављивања своје “библије”, Џозеф Смит проглашава себе “модерним” пророком, равним пророцима Старог завета и почиње да окупља следбенике, до времена свог убиства (“мучеништва”, у мормонској историји) које је починила разјарена гомила 1844. У то време имао је бар десет хиљада следбеника.
То је веома компромитовало њихову репутацију; онда је већина чланова одабрала да следи Бригама Јанга, Смитовог наследника, као “пророка, видовњака и визионара”. После напорних путовања мормони су се населили на територији Јуте, а Солт Лејк Сити им је постао главни град (религиозни центар). Данас око половине становништва Солт Лејк Ситија су мормони. Када посетиоци дођу на трг градског храма - „Ватикан мормонизма“ – могу видети филмове и слушати предавања о теологији и историји мормона, која се базирају на Књизи Мормона и новијим “пророцима”.

## Веровања и Мормонова књига
Мормони сматрају себе једином легитимном хришћанском црквом, крштавајући чак и мртве (нпр. Александра Македонског, Наполеона и друге), настојећи да своја религијска убеђења што јаче вежу за званичну историју. Такође одступају од неких традиционалних догми, па тако не славе Бога као Тројство Оца, Сина и Светога Духа, већ као три бога која имају одвојену и савршено људску природу.
Читајући “Књигу Мормона” можете помислити да читате Библију у тзв. “верзији краља Џејмса” (заиста, постоје читави одломци из “верзије краља Џејмса”); књига је наводно написана у раздобљу од 600 година п. н. е. до 421. По тврдњама Мормона писали су је разни “пророци - историчари”.
По тврдњама неких историчара, „Књигу Мормона“ не поткрепљује ниједан археолошки доказ и не одговара ономе што се зна о преколумбијским цивилизацијама. Припаднике мормона не забрињава ова чињеница. Верују да је “само ствар времена” када ће се такав доказ открити.
Основни циљ свих верних мормона био је јасно изречен када је Бригам Јанг написао:
"Богови постоје, и зато нам је најбоље да тежимо да будемо спремни да постанемо један од њих“. (Journal of Discourse )
Или опет, по речима бившег председника мормонске цркве, Лоренца Сноуа:
"Оно што је човек, Бог је једном био; оно што је Бог, човек може постати“.
Из ових реченица се може закључити да је мормонизам политеистичан, и одржавају мормонско веровање у вечну прогресију и преегзистенцију, а ништа од тога не налази места у хришћанској теологији. Према овим доктринама, “Елохим” је врховни Бог овог света, али такође постоје богови других светова.
Мормони придају велики значај браку. Мормони сматрају „Да је дужност добрих мормона да рађају децу, тако да обезбеђују тела за постојеће духове, јер је овај кратак боравак на земљи неопходна фаза у кретању ка божанству“.
Мормонима се не може замерити да су порочни људи, чак напротив. По Зорану Д. Луковићу, они су веома дисциплинована и веома добро организована црква и њихови су чланови по правилу вредни, поштени и етички исправни породични људи, који се тако односе и према својој околини.